# Вагітність

Кровоносна та кісткова системи плоду та вагітної на КТ, 37 акушерських тижнів

Вагі́тність у люди́ни — розвиток зиготи, ембріона, а потім плоду в матці жінки протягом приблизно 40 тижнів (3 тримісячні триместри). Починається заплідненням і закінчується пологами, викиднем чи абортом.
Вагітність періодизують за двома системами: близько 40 акушерських тижнів (280 днів) від першого дня останнього менструального циклу, або 37 тижнів (259 днів) від дня запліднення. Пологи до 37 тижнів вважаються передчасними, а після 43 тижнів — запізнілими. Передбачуваний день пологів усереднено вираховують, відрахувавши від першого дня останньої менструації 3 місяці і додавши 7 днів. Проте менше 10 % пологів стаються у визначений день, 50 % пологів відбуваються впродовж тижня після цієї дати і 90 % — впродовж двох тижнів.
Вагітність становить значний ризик для здоров'я жінки навіть у розвинених країнах, незважаючи на досягнення в акушерській науці та практиці. Материнська смертність залишається головною проблемою у світовому здоров'ї та вважається одним з основних чинників для оцінки якості систем охорони здоров'я. Позаматкова вагітність потребує екстреного хірургічного втручання. Частими наслідками вагітності є гестаційний цукровий діабет, гіпертонія вагітності, тиреоїдні та серцево-судинні захворювання. Потенційно летальними станами є гестоз, еклампсія, акушерська кровотеча. Плоду та жінці загрожують істміко-цервікальна недостатність, викидень, завмерла вагітність, передчасні пологи.
ВООЗ описує післяпологовий період як найбільш критичний і водночас найбільш занедбаний етап у житті матерів і немовлят. Більшість смертей матерів і новонароджених припадає на післяпологовий період. Через 2 до 6 тижнів після пологів 87—94 % жінок повідомляють про принаймні одну проблему зі здоров'ям. Про тривалі проблеми зі здоров'ям (зберігаються після півроку по пологах) повідомляють 31 % жінок. У 2013 році через причини, пов'язані з вагітністю, у світі померли біля 289 000 жінок (800 на день) з великими відмінностями між розвиненими країнами та країнами, що розвиваються. Ці смерті рідко розслідують, однак за оцінками ВООЗ 99 % цих смертей, більшість з яких настає протягом 24 годин після пологів, можна було б попередити, якби існувала відповідна інфраструктура, навчання та обладнання.
Підліткова вагітність є особливою проблемою, незалежно від того, бажана вона чи ні. Вагітність серйозно змінює життя дівчини фізично, емоційно, соціально та економічно і ставить під загрозу її дорослішання та розвиток. До підліткових вагітностей найчастіше призводять сексуальне насильство і зловживання, відсутність у дівчини вибору (як-от при дитячих шлюбах та інших формах педофілії, зокрема, інцестної).
Перша вагітність зазвичай триває довше, ніж наступні (як і перші пологи). 
Вагітність людини найбільш досліджена порівняно з іншими ссавцями.

## Ознаки та діагностика вагітності
Більшість ознак вагітності проявляється досить рано, вже через кілька тижнів після зачаття, однак деякі жінки починають відчувати вагітність не раніше 3-4-го місяця.
| Достовірні (можуть бути спричинені тільки вагітністю) | Ймовірні (можуть бути спричинені іншими факторами) |
| --- | --- |
| - рівень хоріонічного гонадотропіну в сечі (тест-смужка на вагітність) (після 7 дня вагітності), - рівень хоріонічного гонадотропіну в крові від 25-156 мОд/мл і вище (1-2 тиждень вагітності), - рентгенологічне визначення скелету плоду, - прослуховування або зареєстроване серцебиття плоду, - визначення при обмацуванні частин плоду, - рухи плоду. | - затримка менструацій або аменорея, - збільшення розмірів, об'єму та слизової оболонки матки, - набрякання молочних залоз, - поява молозива. - нудота, блювання (особливо вранці); - зміна смаку та зростання апетиту; - підвищена стомлюваність, запаморочення, дратівливість; - часте сечовипускання. |

## Протипоказання для вагітності

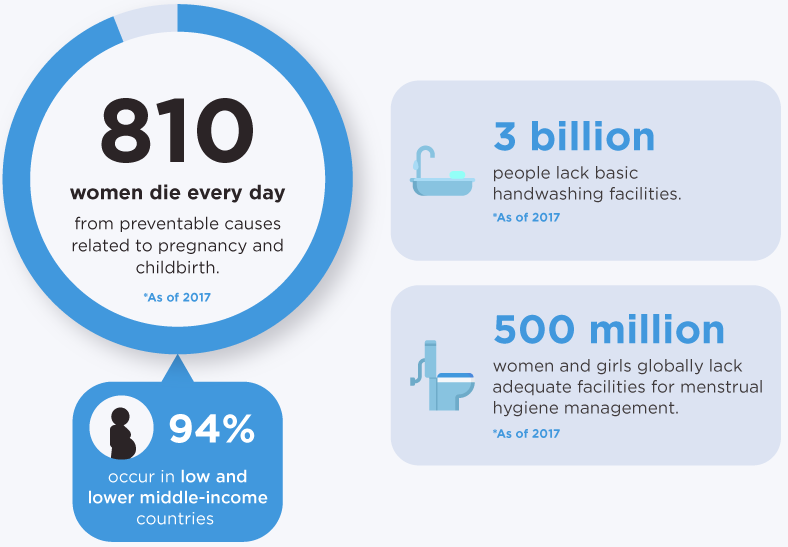
810 жінок щодня вмирають від ускладнень вагітності та пологів, яким можна запобігти (станом на 2017 рік)

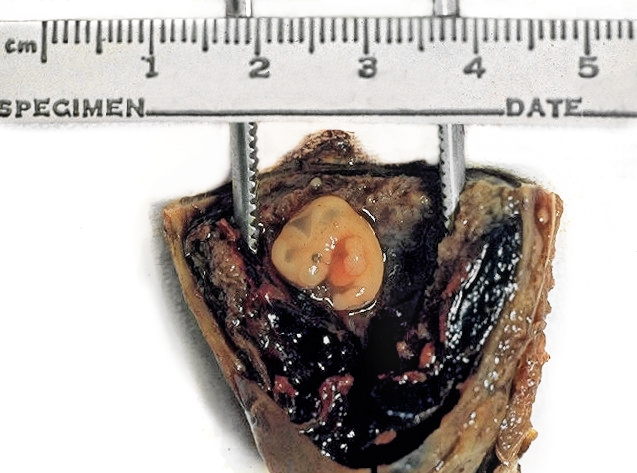
Позаматкова (трубна) вагітність

Захворювання, які можуть зробити вагітність небезпечною для здоров'я та життя жінки:
- артеріальна гіпертензія з порушенням кровообігу,
- вади серця,
- хронічна ниркова недостатність,
- легеневі захворювання з дихальною недостатністю,
- ревматичний процес в активній стадії,
- важкий перебіг хвороб ендокринної системи — щитоподібної залози, наднирників, цукровий діабет,
- хвороби сполучної тканини (склеродермія, системний червоний вовчак тощо),
- онкологічні захворювання.

## Обов'язкові обстеження
Вагітність визначають у різний спосіб: 
- Тести-смужки на вагітність можуть підтвердити факт вагітності вже на 6-8 день після запліднення. Вони визначають рівень в сечі хоріонічного гонадотропіну (ХГЛ) — гормону, який продукується хоріоном ембріона. Однак тести-смужки можуть давати хибно-позитивний або хибно-негативний результат.
- Аналіз крові на ХГЛ дає найбільш точний результат. Рівень гормону понад 25 мОд/мл однозначно свідчить про настання вагітності (за винятком патологічних станів, які провокують підвищення в крові рівня ХГЛ).

На 5-8 тиждень передбачуваної вагітності варто звернутись до жіночої консультації і провести УЗД, яка дозволить підтвердити місце імплантації плідного яйця, аби виключити позаматкову вагітність; простежити серцебиття плоду, аби виключити завмерлу вагітність, особливо за наявності ознак загрози переривання вагітності: важкості або болю внизу живота, кров'янистих виділень. Зазвичай за наявності таких симптомів, через 3 дні призначається повторний наліз крові на ХГЛ — рівень гормону має подвоїтись, а також повторну УЗД — за два тижні. Якщо проявляються серйозні відхилення у стані ембріона чи вагітної, розглядають аборт.
В Україні обов'язкові УЗД при вагітності проводять у терміни 12, 24 та 36 тижнів. Також на 12 тижні необхідно стати на облік у жіночій консультації за місцем проживання. Тоді ж обов'язково проводять комплекс досліджень:
- аналізи крові і сечі;
- визначення групи крові і резус-фактора;
- аналіз крові на гепатит B, ВІЛ, сифіліс та інші ІПСШ;
- аналізи на Torch-інфекції (токсоплазмоз, краснуха, цитомегаловірусна інфекція, простий герпес) та деякі інші патогени, що можуть інфікувати дитину.

Пізніше лікар-гінеколог складає обмінну карту вагітності, яка містить висновки оглядів, результати аналізів, дані ультразвукового дослідження, а також дані про попередні вагітності, аборти, розмір тазу, вагу тіла. Облікову картку вагітності видають жінці, і вона має завжди брати із собою, залишаючи будинок.
Зазвичай, якщо жінка добре почувається, відсутні симптоми загрози переривання вагітності, від 12 до 28 тижня вагітності, жіночу консультацію можна відвідувати не частіше за 1 раз на місяць. До 36 тижня — бажано двічі на місяць, а до пологів — щотижня.

## Ускладнення вагітності
На додаток до смерті під час вагітності та пологів, вагітність та пологи можуть призвести до багатьох нелетальних проблем зі здоров'ям. У всьому світі ускладнення вагітності значно перевищують материнську смертність, за оцінками, 9,5 млн випадків захворювань, пов'язаних з вагітністю, і 1,4 млн майже пропущених (виживання від важких ускладнень, що загрожують життю). Ускладнення вагітності можуть бути фізичними, психічними, економічними та соціальними. За підрахунками, у 10–20 мільйонів жінок щороку виникатимуть фізичні або психічні вади, спричинені ускладненнями вагітності або неналежним доглядом. З огляду на це міжнародні агентства розробили стандарти акушерської допомоги.

Серед небезпечних для жінки порушень перебігу вагітності, що стосуються плода та плаценти:
- Позаматкова вагітність[12][13] (оваріальна[en], інтерстиціальна[en], цервікальна[en], абдомінальна[en], гетеротопічна[en])
- Молярна вагітність[en]
- Розсмоктування плоду[en]
- Передлежання плаценти
- Відшарування плаценти[en]
- Приростання плаценти
- Маловоддя[en]
- Багатоводдя[en]
- Плодово-материнська кровотеча[en]
- Хоріогематома[en]
- Трофобластична хвороба вагітності[en]
- Передчасний розрив плодових оболонок[en]
- Гестоз
- Резус-конфлікт[14]
- Істміко-цервікальна недостатність
- Передчасні пологи
- Перинатальні інфекції
- Фето-фетальний трансфузійний синдром[en]
- Викидень[15][16]
- Завмерла вагітність
- Хромосомні аберації та генетичні хвороби плоду[17][18]
- Тазове передлежання[en][19]
- Множинні пологи[en][20]
- Запізнілі пологи[en]
- Затримка розвитку плоду[en]
- Дистоція плеча[en]
- Фетальний алкогольний синдром
- Смерть плоду

Серед захворювань, викликаних вагітністю та пологами або тих, протікання яких вона погіршує:
- Акушерська кровотеча
- Акушерська фістула
- Анемія
- Аномалії малого тазу вагітності[21]
- Антифосфоліпідний синдром та синдром Ашерсона
- Блювота вагітності[en]
- Геморой
- Гемоглобінопатія
- Гепатит E
- Герпес вагітності
- Герпетиформне імпетиго[en]
- Гестаційна тромбоцитопенія[en]
- Гестаційний пемфігоїд[en]
- Гестаційний цукровий діабет
- Гіперкоагуляція вагітності[en]
- Гіперпігментація[en]
- Гіпертонія вагітності[en]
- Гіпотиреоз
- Гострий жировий гепатоз вагітності[en]
- Дугоподібна матка[en]
- Емболія навколоплідними водами[en]
- Епілептичний приступ[22]
- Зміни росту волосся
- Набряк легень
- Нетримання сечі
- Перейми Брекстона-Гікса
- Перинатальна кардіоміопатія[en]
- Периферійний неврит вагітності
- Післяпологова гостра ниркова недостатність
- Післяпологова депресія та психоз[en]
- Післяпологова інфекція (пологова гарячка)
- Післяпологова кровотеча[en]
- Післяпологовий нефрит
- Післяпологовий тиреоїдит[en]
- Поліморфний висип вагітності[en]
- Прееклампсія та еклампсія
- Пруріґо вагітності[en]
- Тазовий біль вагітності[en]
- Тромбоз глибоких вен та легенева тромбоемболія
- Розрив матки[en][23][24]
- Розрив промежини[en]
- Свербіжний фолікуліт вагітності[en]
- Стриї
- Холестаз вагітності[en]
- Хорея вагітності[en]
- Цефалотазова диспропорція[en]
- HELLP-синдром[en]
- Linea nigra

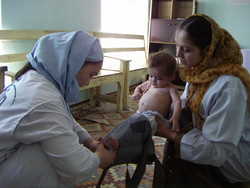
Клініка материнського здоров'я в Афганістані

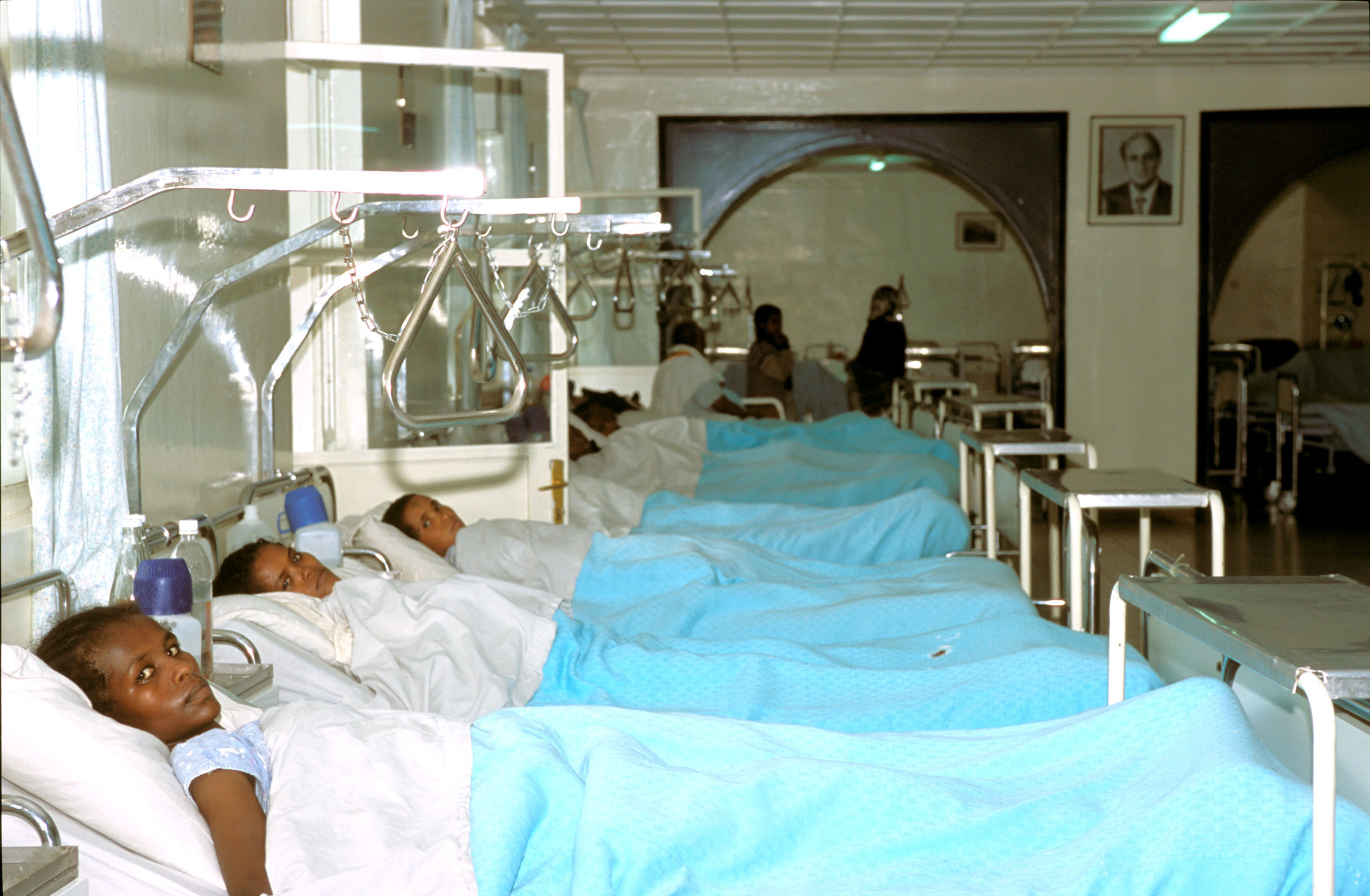
Пацієнтки в ефіопській лікарні

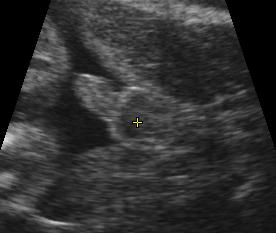
Плід чоловічої статі на УЗД (в центрі пеніс та мошонка)

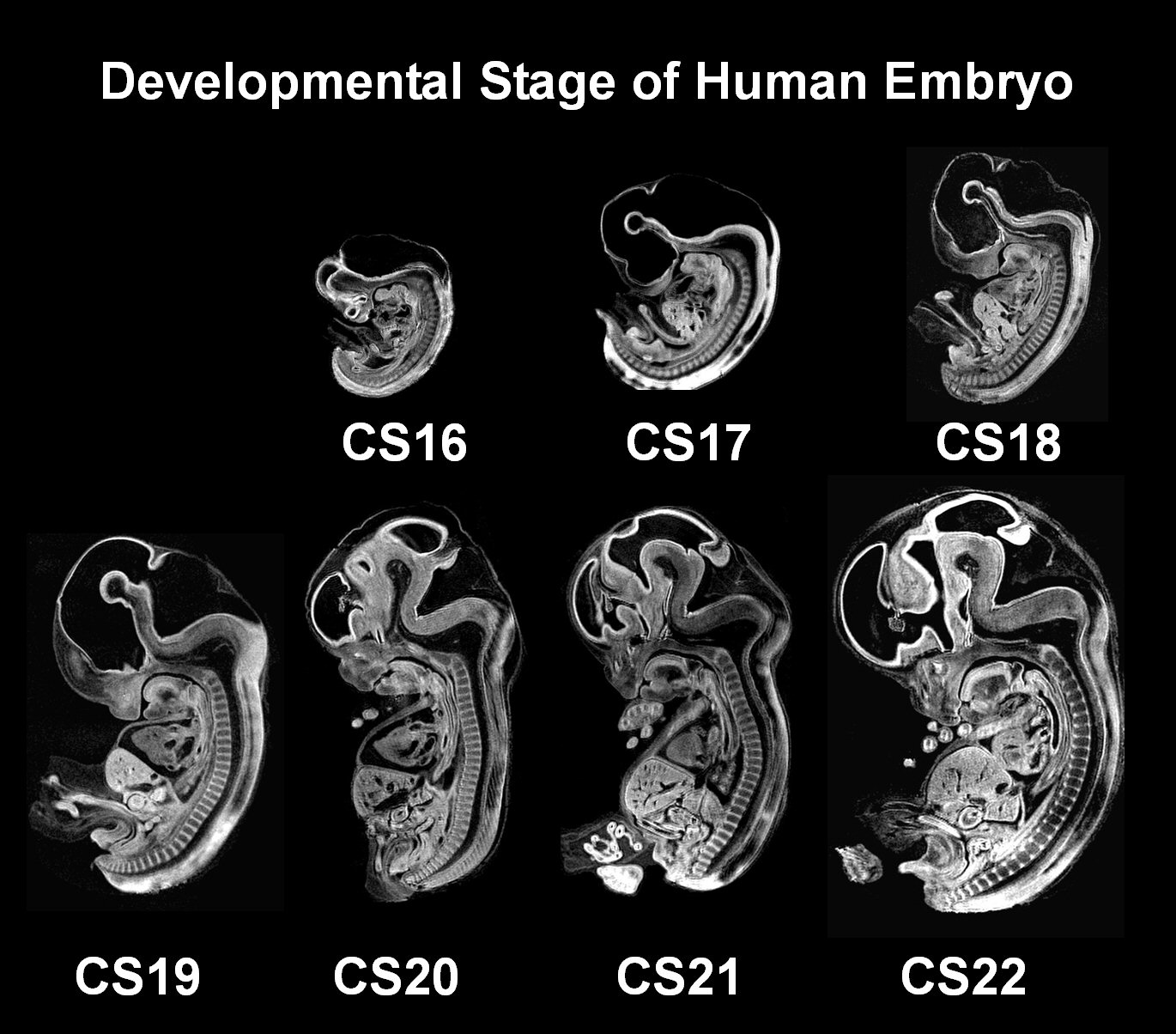
Магніто-резонансна мікроскопія людського ембріона (різні стадії розвитку)

Магніто-резонансна мікроскопія людського ембріона на різних стадіях розвитку
Вагітність, пологи та догляд за дітьми разом з допологовим та перинатальним доглядом, грудне вигодовування завдають значної шкоди жіночому організму. Західні країни щорічно звітують та оглядають материнську смертність. Тим не менш, з 1987 по 2011 роками смертність у США зросла з 7,2 до 17,8 смертей на 100 000 живонароджень. Натомість у решті світу показники до 1000: найвищі в Субсахарській Африці та Південній Азії (86 % смертей).
Прямими причинами смерті жінок під час вагітності є акушерські кровотечі, еклампсія, перешкоджання пологам, сепсис та некваліфікований аборт. Малярія та СНІД ускладнюють вагітність. У період 2003—2009 рр. кровотеча була основною причиною смерті: 27 % смертей у країнах, що розвиваються, і 16 % у розвинених країнах. Нерепродуктивне здоров'я лишається важливим предиктором: у США це серцево-судинні захворювання (15 % смертей), ендокринні, дихальні та шлунково-кишкові розлади, інфекції, крововиливи та гіпертонічні розлади вагітності.
У бідних країнах вагітності ускладнюються бідністю та несприятливими економічними факторами, які впливають на дороги, заклади охорони здоров'я, обладнання та матеріали, нестачу кваліфікованого персоналу. Також впливають культурне ставлення до сексуальності, контрацепції, сексуального насильства, дитячих шлюбів, домашніх пологів та здатності розпізнавати надзвичайні ситуації.
Поліпшення стану здоров'я вагітних, на додаток до професійної допомоги при пологах, потребує рутинної допологової допомоги, базової екстреної акушерської допомоги, зокрема наявність антибіотиків, окситоцину, протисудомних засобів, можливість ручного видалення затриманої плаценти, проведення інструментальних пологів та післяпологового догляду. Досліджено, що найдієвішими є програми з освіти пацієнток та громад, пренатальної допомоги, екстреного акушерства (зокрема доступ до кесаревих розтинів) та транспорту. 
З огляду на те, що більшість смертей відбувається в безпосередній внутрішньо-пологовий період, рекомендується проводити внутрішньо-пологовий догляд. Нові вказівки щодо допологової допомоги були видані ВООЗ у листопаді 2016 року. Метою Цілей сталого розвитку є зменшення до 2030 року загального коефіцієнта материнської смертності до менш ніж 70.

### Перинатальна передачаінфекцій
ІПСШ є глобальним пріоритетом охорони здоров'я, оскільки вони мають серйозні наслідки для жінок та немовлят. Передача ІПСШ від матері дитині може призводити до мертвонародження, смерті новонароджених, низької ваги та недоношеності, сепсису, пневмонії, кон'юнктивіту новонароджених та вроджених деформацій. Сифіліс під час вагітності призводить до понад 300 000 смертей плоду та новонароджених на рік та 215 000 немовлят з підвищеним ризиком смерті від недоношеності, низької ваги або вроджених захворювань.

### Багатоплідна вагітність
Як правило, вагітність одноплідна, інколи утворюються два та більше ембріонів. Багатоплідні вагітності понад чотири плоди — рідкість, ризикована ускладненнями для жінки й часто закінчуються смертю одного чи кількох плодів. Світовий рекорд за кількістю виношених новонароджених встановила 37-річна жителька ПАР Ґосіаме Тамара Сітгол, 7 червня 2021 року народивши 10 здорових немовлят.

## Перебіг вагітності
Вагітність відраховується у тижнях від запліднення або у тижнях від останньої менструації (акушерських тижнях).
Вагітність поділяється на 3 триместри по 3 місяці. Внутрішньоутробний розвиток плоду при цьому ділиться на ембріональний (зародковий, від запліднення до 8 тижня вагітності) і фетальний (плодовий). Ембріогенез (запліднення, поділ зиготи, її імплантація, гаструляція, формування органів ембріону, плацентація) та перший триместр вагітності загалом (коли формуються основні системи життєдіяльності плоду), є найважливішим для його формування.

Датування вагітності від дати останньої менструації до пологів (в акушерських тижнях)

### Перший триместр
Вагітність починається від моменту запліднення яйцеклітини сперматозоїдом. Запліднення найімовірніше у період овуляції, коли дозріла яйцеклітина виходить із яєчника у маткову трубу, приблизно на 10-15 день менструального циклу. Яйцеклітина зберігає життєздатність впродовж 24 годин. Сперматозоїди здатні до запліднення впродовж 48 годин після еякуляції.
Зигота, ділячись, харчується поживними речовинами яйцеклітини і рухається матковою трубою в порожнину матки. У нормі а 7-8 день зигота імплантується в стінку матки. Якщо жінка має запальні захворювання, може розвинутись позаматкова вагітність, коли ембріон проникає в стінку маткової труби. Позаматкова вагітність лікується хірургічно.
На 7 день трофобласт (зовнішній шар зародка) починає продукувати специфічний гормон — хоріонічний гонадотропін людини (ХГЛ). Він повідомляє організму жінки про настання вагітності та спонукає його до подальших фізіологічних змін та перебудов. Саме за рівнем ХГЛ у сечі або у крові жінки можна встановити факт вагітності у перші два тижні.
На 3-4 тиждень у жінки починають проявлятись перші ознаки вагітності: затримка менструації (хоча в рідкісних випадках менструації присутні протягом кількох місяців), можливі поява ранкової нудоти, частого сечовипускання впродовж дня, підвищення базальної температури вище 37° С, підвищена дратівливість, плаксивість.
У період перших 3-4 тижнів вагітності зовні ембріон нагадує вушну раковину, його розмір становить близько 4 мм.
Кожна жінка з терміном вагітності 5-6 тижнів має відвідати жіночу консультацію для своєчасного виявлення порушень здоров'я. Відомо, що на 5 тижні можливий періодичний біль внизу живота й у попереку, відчуття тиску на пряму кишку, надмірні вагінальні виділення, що загалом може свідчити про загрозу викидня.
На 7 тижні вагітності починає формуватися плацента, що одночасно сама починає продукувати гормони. Плід вперше починає рухатися.
На 8 тижні, якщо плід чоловічої статі, Y-хромосома керуватиме процесом утворення яєчок, які почнуть продукувати тестостерон і сформують чоловічі статеві ознаки.
На 9-10 тиждень організм вагітної починає перебудову власного обміну речовин, аби могти забезпечити плід необхідними поживними речовинами. Нездатність швидко пристосуватись до зміни обмінних процесів часто обертається токсикозом. Цей стан у першій половині вагітності може супроводжуватися нудотою, блюванням, слинотечею і зниженням ваги.
На 11-12 тиждень організм вагітної в нормі встигає пристосуватись до нових умов, зникають нудота та інші симптоми токсикозу. Вирівнюється настрій, зникають надмірна втома та дратівливість. Базальна температура знижується до звичайного рівня, нижче 37 °C. На фізіологічному рівні стає помітним ріст матки, її розмір сягає кулака жінки.
На 13-14 акушерський тиждень у плода завершене формування основних органів та систем.

### Другий триместр
У результаті збільшення вироблення меланіну (яке, в свою чергу, спричиняє збільшення кількості естрогенів) на 15-16 тижні можливе потемніння сосків і шкіри навколо них, на животі з'являється темна серединна лінія, так звана Linea nigra. Гіперпігментація проходить після пологів.
На 16 тижні плід і плацента являють собою єдину систему, плід вже вільно плаває в навколоплідних водах. У цей час за необхідності виконують амніоцентез: аналіз навколоплідних вод, що дозволяє діагностувати вроджені та генетичні захворювання, такі як синдром Дауна.
Наприкінці 4 місяця вагітності жінка починає відчувати рухи плоду.
П'ятий місяць (19-20 тиждень) вагітності позначається значними перебудовами в організмі жінки: серцевий викид збільшується на 40 % від вихідного рівня; майже на 500 мл зростає обсяг циркулюючої крові, тому значно частішим стає пульс; збільшується обсяг плазми крові у порівнянні з кількістю еритроцитів, водночас знижується рівень гемоглобіну. Загалом самопочуття жінки може погіршитись: виникає біль у попереку, можлива гарячка, часте сечовипускання, оскільки збільшена матка передавлює сечовий міхур. Застій сечі може спричинити пієлонефрит вагітних.
Плід у цей час активно рухається. На 21-22 тиждень у нього швидко ростуть кістки і м'язи. Жінці варто збільшити кількість кальцію в їжі, аби зберегти здоров'я зубів та позбутись судом в ногах (провокує їх дефіцит кальцію, спричинений активним ростом кісток і м'язів плода).
До 24 тижня системи плода сформовані, але у випадку передчасних пологів новонароджений(-а) утримуватиметься в інкубаторі зі складними апаратними системами. Однак навіть у випадку виживання дитини, висока ймовірність інвалідності, тому жінці особливо важливо піклуватись про своє здоров'я, аби самостійно доносити плід.
Матка розтягується плодом і перебуває на рівні пупка, на висоті 24 см від лонної кістки. Коли плід рухається, можуть виникати короткотривалі (1-2 хвилини) перейми Брекстона-Гікса. Вони не становлять загрози і не означають переривання вагітності, а готують матку до пологів, вчать її скорочуватись і розслаблятись.
На 25-26 тиждень плід починає виробляти глюкокортикоїди. Однак плід, народжений в цей час, все ще нездатний самостійно дихати. У жінки завдяки плацентарному лактогену швидко збільшуються молочні залози, з'являється молозиво. У цей час варто починати підготовку грудей до грудного вигодовування: їх обмивають прохолодною водою, протирають грубим рушником. Однак надмірне подразнення грудей протипоказане, оскільки завдяки рефлекторному зв'язку це призведе до скорочення матки.

### Третій триместр

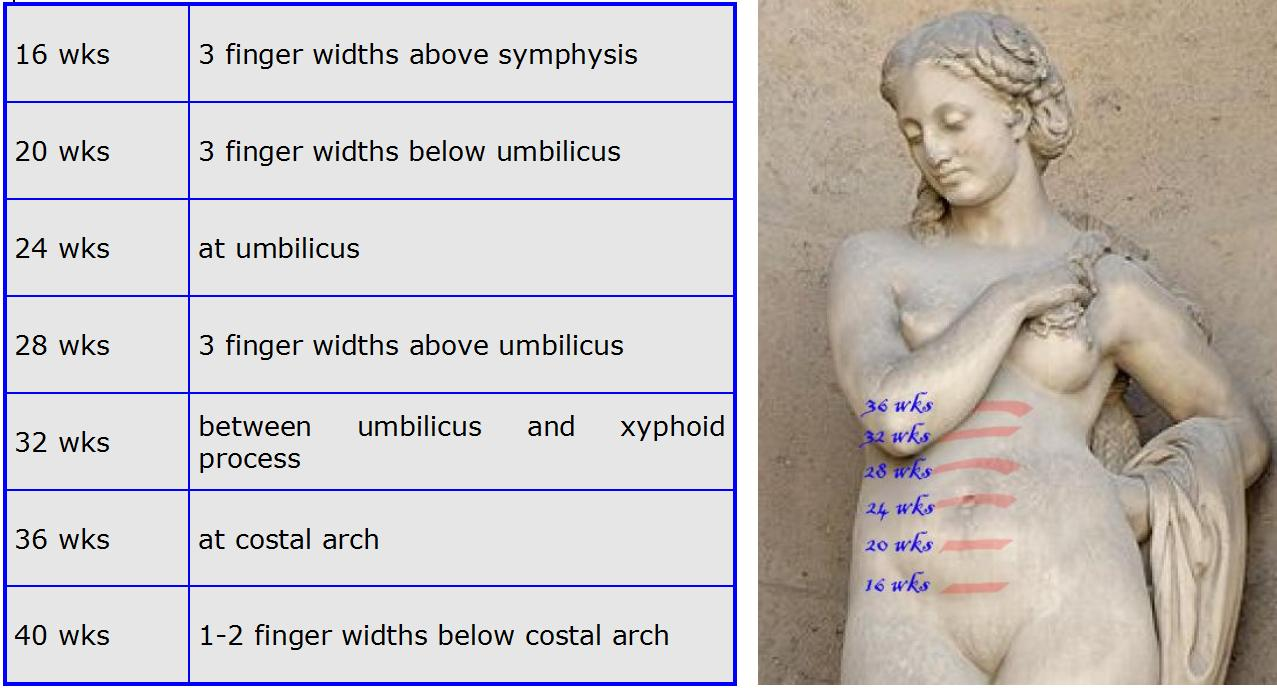
Положення дна матки під час вагітності

Правильне головне передлежання плоду, близько 40 тижнів

На 27 акушерському тижні плід рухається активніше, чергуючи з періодами сну. Ультразвукове дослідження на цьому терміні часто фіксує плід, що смокче палець у сні або посміхається.
Дно матки піднімається на 28 см над лоном, матка тисне на діафрагму, тому у вагітної можуть виникати труднощі із диханням. Аби отримувати достатню кількість кисню, вона має більше гуляти на свіжому повітрі. Аби запобігти застою крові у венах та, як наслідок, варикозній хворобі, варто відпочиваючи, лежати на боці, та виконувати спеціальні вправи для відтоку крові.
На 29-30 тижні дно матки піднімається на висоту 30 см над лоном[де?]. Вагітній стає важче дихати, зростає частота пульсу, може збільшуватись артеріальний тиск. Важливо суворо контролювати вагу жінки для запобігання токсикозу другої половини вагітності, який супроводжується набряками, критичним збільшенням артеріального тиску, появою білка в сечі. Тоді вага жінки може збільшуватись не більше як на 50 г на добу, або на 300 г за тиждень.
Інше ускладнення періоду — синдром нижньої порожньої вени, який розвивається через здавлювання вени маткою. Проявляється раптовими непритомностями, навіть за відсутності навантажень. Аби запобігти ускладненню, слід відпочивати тільки лежачи на боці.
На 31-32 тижні важливо дізнатись, яке положення в матці займає плід. Воно може бути подовжнім, поперечним, косим. Правильним вважають тільки подовжнє положення плоду. Визначають також передлежання плода — головне або тазове. Головне передлежання плоду безпечніше під час пологів. Якщо ж передлежання тазове, плід має ще близько 8 тижнів, аби перевернутись у матці. Також існують методи сприяння перевертання плоду, які може призначити тільки лікар. Після перевертання плоду жінка зазвичай одягає черевний бандаж, аби закріпити головне передлежання.
Крім того, на 31-32 тижні проводять дослідження крові вагітної із 0 (1) групою крові або негативним резус-фактором, аби виявити розвиток можливих гемолітичних хвороб. Якщо існує їх ризик, може проводитись десенсибілізуюча терапія і оцінка стану плоду.
На 32 акушерському тижні у разі передчасних пологів шанси плоду вижити набагато вищі, однак легені все ще недостатньо зрілі, знадобиться інкубатор та дихальний апарат.
До кінця 34 тижня плід здатний дихати самостійно. Однак у разі передчасних пологів новонароджені все одно потребують інкубатора, оскільки підшкірних жирових клітин у них замало. Хоча шанси на виживання вищі, залишається ризик інвалідності.
На 35-36 тижні самопочуття вагітної стає незадовільним. Їй важко дихати, особливо лежачи, їжа іноді спричинює печію та важкість у шлунку, активність спонукає плід боляче штовхатись в області печінки. Це відбувається через те, що важка, розширена плодом матка тисне на діафрагму, шлунок та легені. На 36 акушерському тижні дно матки підіймається на найвищу точку за усю вагітність.
Починаючи від 37 тижня вагітність вважають повністю доношеною. Плід завершив свій розвиток, він важить від 2700 до 3000 г, має зріст до 50 см. Самопочуття жінки дещо покращується: їй легше дихати, оскільки голівка плоду щільно прилягає до входу в таз, і дно матки змогло опуститися нижче. Однак може виникати біль у попереку, а нерегулярні перейми стають все частішими.
У цей час завчасна госпіталізація показана жінкам, які перенесли в минулому операцію на матці або якщо плід загинув під час попередніх пологів.
На 39-40 тиждень плід повністю зрілий і готовий до пологів. Про початок пологів свідчать перейми, що повторюватимуться кожні 10 хвилин, відтік амніотичної рідини та кров'янисті виділення.

## Гігієна вагітності

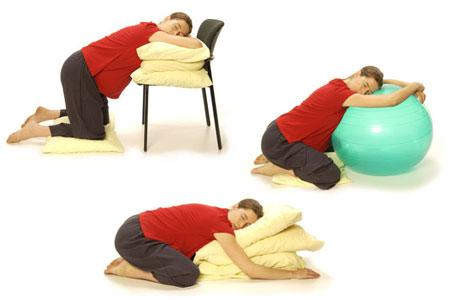
Фітбол — популярний вид гімнастики для вагітних, поряд із акваеробікою

При нормальному перебігу вагітності жінка має вести звичайний для себе спосіб життя. Їй потрібні помірні фізичні та розумові навантаження, оскільки гіподинамія веде до набору зайвої ваги та ослаблення м'язів. Помірні фізичні вправи призначає акушер-гінеколог, виходячи зі стану здоров'я вагітної. Спати варто не менше 8 годин на добу.
При цьому рекомендується уникати різних[яких?] рухів, не піднімати важкі речі. Не рекомендовано секс у перші 2 та останні 2 місяці вагітності, вживання алкогольних напоїв та паління. Вагітним не можна шити на машинці із ножним приводом, їздити на велосипеді[уточнити].
Вагітним жінкам краще приймати душ (двічі на день), а не ванну. Корисні повітряні ванни по 15-30 хвилин за температури повітря 20-22 °C. Для підготовки грудей до вигодовування їх слід обмивати прохолодною водою та обтирати грубим рушником. Важливо стежити за гігієною ротової порожнини. Одяг має бути зручним, бажано із натуральних тканин, взуття без підборів. У другій половині вагітності деяким[яким?] жінкам показане носіння передпологового бандажа.

## Законодавчий захист вагітності та пологів
Оскільки вагітність та пологи передбачають непідконтрольний період непрацездатності, в багатьох країнах вони захищені законодавчо: збереженням робочого місця за жінкою, наданням відпустки зі збереженням заробітної плати та трудового стажу. Догляд за дитиною як неоплачувана робота, що унеможливлює трудову діяльність, компенсується можливістю взяти відпустку з догляду за дитиною (в Україні - як матері, так і іншим людям, що фактично доглядають за дитиною).

### УКодексі законів про працю України
Трудове законодавство України станом на 5 березня 2023 року щодо вагітності, пологів та догляду за дитиною містило наступні вказівки. 
Трудові обмеження. Законодавство України забороняє вагітним жінкам (і жінкам, що мають дітей до 3 років) працювати вночі, понаднормово, у вихідні дні та їздити в робочі відрядження (стаття 176). Їм також заборонено піддаватись на роботі впливу вібрації, джерел радіації, електромагнітних полів, охолодження або перегріву тощо. Вагітним жінкам відповідно до медичного висновку знижуються норми виробітку, норми обслуговування або вони переводяться на іншу роботу, яка є легшою і виключає вплив несприятливих виробничих факторів, із збереженням середнього заробітку за попередньою роботою. До вирішення питання про надання вагітній жінці відповідно до медичного висновку іншої роботи, яка є легшою і виключає вплив несприятливих виробничих факторів, вона підлягає звільненню від роботи із збереженням середнього заробітку за всі пропущені внаслідок цього робочі дні за рахунок підприємства, установи, організації (ст. 178). Час роботи вагітних жінок, переведених на підставі медичного висновку на легшу роботу, на якій вони не зазнають впливу несприятливих виробничих факторів, зараховується до стажу роботи, що дає право на щорічні додаткові відпустки (ст. 82).
Збереження робочого місця. Заборонено без їх згоди тимчасово переводити на іншу роботу вагітних жінок та жінок, які мають дітей віком до 6 років (ст. 33). Роботодавець зобов'язаний розірвати трудовий договір, укладений на невизначений строк, у строк, про який просить вагітна працівниця (ст. 38). Роботодавець зобов'язаний на прохання вагітної або жінки, яка має дитину віком до 14 років, встановлювати їй неповний робочий день або тиждень (ст. 56). Вагітні жінки та можуть працювати надомно або дистанційно (ст. 60).
Відпустка у зв'язку з вагітністю та пологами (ст. 179). На підставі медичного висновку вагітним надають оплачувану відпустку в зв'язку з вагітністю та пологами тривалістю 70 календарних днів до пологів і 56 (при народженні двох і більше дітей та у разі ускладнення пологів — 70) календарних днів після пологів, починаючи з дня пологів. Тривалість відпустки обчислюють сумарно і вона становить 126 календарних днів (140 календарних днів — у разі народження двох і більше дітей та у разі ускладнення пологів). Вона надається жінкам повністю незалежно від кількості днів, фактично використаних до пологів. Дні відпустки у зв'язку з вагітністю та пологами до щорічних відпусток не включаються (ст. 78). Роботодавець зобов'язаний за заявою жінки приєднати до цієї відпустки щорічні основну і додаткову відпустки незалежно від тривалості її роботи на даному підприємстві, в установі, організації в поточному робочому році (ст. 180).
Відпустка по догляду за дитиною до досягнення нею 3 років (декретна) (ст. 179, 181) з виплатою за ці періоди допомоги відповідно до законодавства може надаватися за бажанням (повністю або частково) одній людині, що фактично доглядає за дитиною: це може бути як мати, так і батько, баба, дід чи інші родичі дитини, особа, що усиновила (удочерила) дитину, взяла її під опіку, одна з прийомних батьків чи батьків-вихователів. Відпустка зараховується як до загального, так і до безперервного стажу роботи і до стажу роботи за спеціальністю. Час відпусток до стажу роботи, що дає право на щорічну відпустку, не зараховується. За бажанням у період відпустки можна працювати на умовах неповного робочого часу або вдома (при цьому право на одержання допомоги зберігається). Відпустка не надається, якщо дитина перебуває на державному утриманні, крім прийомних дітей у прийомних сім’ях та дітей-вихованців у дитячих будинках сімейного типу. Роботодавця необхідно повідомити про дострокове припинення відпустки не пізніш як за 10 календарних днів. Роботодавець за рахунок власних коштів може надавати одному з батьків дитини частково оплачувану відпустку та відпустку без збереження заробітної плати для догляду за дитиною більшої тривалості. Якщо дитина потребує домашнього догляду, одному з батьків дитини в обов'язковому порядку надається відпустка без збереження заробітної плати тривалістю, визначеною у медичному висновку, але не більш як до досягнення дитиною 6-річного віку.

## Вагітність в українських традиціях
Чимало профілактичних заходів були виявом піклування про вагітну, проте, пов'язані з забобонами. Її намагалися відсторонити від важких робіт, оберігати від нервових потрясінь, наприклад, забороняли лазити в піч та витрушувати сажу (бо в дитини буде задуха), носити поперед себе в запасці нарубані дрова (в дитини буде грижа), бувати на похоронах, дивитися на потворних людей. Вагітна мала бути дуже обережною під час ходьби, остерігатися, щоб не наступити на коромисло (інакше і в неї, і в дитини будуть на ногах нариви, Харківщина) чи дитина не триматиме добре голівку (Черкащина). Якщо вагітній жінці змія переповзе дорогу, плід помре. Небажані наслідки для дитини пророкувалися, і коли вагітна злякається чогось. Побачить вогонь і, злякавшись, торкнеться рукою обличчя чи іншої частини тіла — у немовляти на цьому місці буде «вогник» (лунина). Злякається собаки, кота чи іншої домашньої тварини і відштовхне її ногою — новонароджений(-а) буде вкритий(-а) шерстю тощо.[джерело?]
За повір'ям, неродюче дерево починало плодоносити, коли до нього доторкалася вагітна жінка, а щоб корова давала більше молока і приносила добрих телят, то коли її вперше приводили на двір, її мала зустрічати вагітна. Найдієвішим магічним засобом вважали куряче яйце: ношене за пазухою, воно попереджало передчасні пологи.